# Zapaljenje zgloba
Zapaljenje zgloba ili artritis  označi bilo koji poremećaj koji pogađa zglobove,  ali koji nije dobro shvaćen. U stvari, „artritis“ nije pojedinačna bolest; već je to neformalni način da se iskažu bolovi u zglobovima ili bolest zglobova. Postoji više od 100 različitih vrsta zapaljenja zglobova i sa njim povezanih stanja. Ljudi svih starosnih doba, pola i rasa mogu da obole od zapaljenja zglobova, i zato se ono smatra vodećim uzrokom invaliditeta u mnogim zemljama sveta. Više od 50 miliona odraslih i 300.000 dece pati od neke vrste zapaljenja zglobova. Najčešće se javlja kod žena i čest je kod ljudi starije životne dobi.
Uobičajeni simptomi zapaljenja zglobova uključuje njihovo oticanje, bol, ukočenost i smanjeni obim pokreta. Simptomi mogu doći i nestati. Mogu su blagi, umereni ili teški. Iako tegobe mogu ostati približno isti godinama, tokom vremena bolest može napredovati ili se pogoršavati. Teško zapaljenja zglobova može rezultovati hroničnim bolom, nemogućnošću svakodnevnih aktivnosti i otežavajućim hodom ili penjanjem uz stepenice. Zapaljenja zglobova može izazvati trajne promene u zglobovima. Iako promene na zglobovima mogu biti vidljive (kao što su one na zglobovima nožnih i ručnih prstiju), ipak se najčešće oštećenja mogu videti samo na rendgenu. 
Najčešći oblici su osteoartritis (degenerativna bolest zglobova) i reumatoidni artritis a potom slede razni zapaljenjski (infektivni) oblici zapaljenja zglobova.  Osteoartritis se obično javlja s godinama i pogađa pretežno, kolena i kukove. Reumatoidni artritis je autoimuni poremećaj koji često pogađa ruke i noge. Ostale vrste uključuju giht, lupus, fibromijalgiju i septički artritis.  Sve naveden vrste su po svojoj etiologiji reumatične bolesti.
Neke vrste zapaljenja zglobova pogađaju srce, oči, pluća, bubrege i kožu, kao i zglobove, čiji simptomi uglavnom uključuju bol ukočenost i ograničenu funkciju zglobova. Drugi simptomi mogu uključivati crvenilo, toplotu, oticanje i smanjeni obim pokreta zahvaćenih zglobova. Kod nekih vrsta zapaljenja zglobova mogu oboleti i drugi organi. Napad bolesti može biti postepen ili iznenadan.
Terapija zapaljenja zglobova može da uključuje odmaranje zgloba i naizmeničnu primenu leda i toplote upotrebu lekova i operativno lečenje. Gubitak kilograma i vežbanje takođe mogu biti od korisni. Primena lekova zavise od oblika zapaljenja zglobova, i može da uključuju lekove protiv bola, kao što su ibuprofen i paracetamol (acetaminofen), zatim kortikosteroide, antigihtične lekove ali i antibiotike kod septičkog oblika zapaljenja zglobova itd.  U nekim (teškim) slučajevima, terapija može biti zasnovana i na zameni zgloba protezom ili veštačkim zglobom.

## Definicija
Zapaljenje zglobova ili artritis je bolest, nejasne etiologije razvoja kod pojedinih ljudi, koja izaziva bol i oticanje u jednom ili više zglobova tela.

## Najčešći oblici zapaljenja zglobova
Zapaljenje zgloba je medicinski termin koji se koristi za opisivanje više stanja, karakterisanim upalom zglobova. Međutim, postoje različite vrste zapaljenja zglobova, uključujući i najbrojnije među njima u koje spadaju reumatoidni artritis i osteoartritis. Reumatoidni artritis predstavlja autoimunu bolest, dok je osteoartritis prvenstveno degenerativno oboljenje zglobova. 
Koristeći se Međunarodnom klasifikacijom bolesti (MKB 10) u nastavku stanice prikazani su neki od najčešćih oblika zapaljenja zglobova sa njihovim osnovnim kliničkim karakteristikama.

### M00-M03) Infekcijom izazvana zapaljenja zglobova
M00 - Gnojna zapaljenja zgloba (arthritis purulenta)
M01 - Zapaljenja zgloba u infekcijskim i parazitarnim bolestima
M02 - Reaktivne artropatije (postvakcione, postdizenterične, Reiterov sindrom)
M03 - Postinfektivna oboljenja i reaktivna oboljenja zglobova u drugim bolestima (lat. arthropathia postinfectiva et arthropathia reactiva in morbis)

Infektivni oblik zapaljenja zglobova izazivaju — bakterija, virus ili gljivice koje mogu ući u zglob i pokrenuti upalu. Primeri organizama koji mogu inficirati zglobove su salmonela i šigela (trovanje hranom ili kontaminacija), hlamidija i gonoreja (polno prenosive bolesti) i hepatitis C (infekcija od krvi do krvi, često putem zajedničkih igala ili transfuzija).
U mnogim slučajevima, pravovremeno lečenje antibioticima može sanirati zglobnu infekciju, ali ponekad zapaljenje zgloba postane hronična bolest.

### (M05-M14) Zapaljenjska i metabolička oboljenja zglobova
M05 - Seropozitivni reumatoidni artritis
M06.0 - Seronegativno reumatoidno zapaljenje zgloba (lat. arthritis rheumatoides seronegativa)
M06.1 - Pozna Stillova bolest (lat. morbus Still tardus)
M07 - Psorijazna oboljenja i enteropatička oboljenja zgloba (lat. arthropathiae psoriaticae et arthropathiae enteropathicae)
M08 - Zapaljenja zgloba u dece (lat. arthritis puerilis)
M10 - Giht (lat. arthritis urica)
M11 - Druge kristalne artropatije (lat. arthropathiae crystallogenes aliae)
Zdrav imuni sistem ima jaku zaštitnu funkciju i stvara unutrašnju upalu kako bi se uklonila infekcija i sprečila bolest. Ali imunološki sistem može dejstvovati u suprotnom pravcu, i greškom napada zglobove italija nekontrolisanu upalu, on potencijalno uzrokujući eroziju zglobova i može oštetiti unutrašnje organe, oči i ostale delove tela. 
Reumatoidni artritis i psorijatični artritis su primeri inflamatornog artritisa. Istraživači veruju da kombinacija genetike i faktora životne sredine može pokrenuti autoimunitet. Pušenje je primer faktora rizika za životnu sredinu koji može izazvati reumatoidni artritis kod ljudi sa određenim genima.
Metabolički artritis nastaje kada porats nivo mokraćna kiselina u telu kao posledica razgradnje purina, supstancu koja se nalazi u ljudskim ćelijama i u mnogim namirnicama. Neki ljudi imaju visok nivo mokraćne kiseline, jer prirodno proizvode više nego što je potrebno ili se telo ne može dovoljno brzo osloboditi mokraćne kiseline. Kod nekih pacijenata mokraćna kiselina se nakuplja i stvara kristale u zglobu, što rezultuje naglim ekstremnim bolom u zglobovima ili napadom gihta. Giht se može javiti u epizodama ili, ako se nivo mokraćne kiseline ne smanji, može preći u hronični oblik uzrokujući stalnu bol i onesposobljenost.

### (M15-M19) Degenerativna oboljenja zglobova
M15 - Degenerativna oboljenja zglobova (lat. poliartroza)
M16 - Degenerativno oboljenje zgloba kuka (lat. coxarthrosis)
M17 -  Degenerativno oboljenje zgloba kolena (lat. gonarthrosis)
M18 - Degenerativno oboljenje prvog ručno-doručnog zgloba (lat. arthrosis articuli carpometacarpalis pollicis)
Osteoartritis ili degenerativna oboljenja zglobova su najčešća vrsta. Kada se hrskavica - glatka i jastučna površina na krajevima kostiju - istroši, kost se trlja o kost, uzrokujući bol, oticanje i ukočenost. Vremenom zglobovi mogu izgubiti snagu i bol može postati hroničan.
Faktori rizika uključuju prekomernu telesnu težinu, porodičnu anamnezu, starost i prethodne povrede (na primer prednji ukršteni ligament, itd).

## Klinička slika
| Ekstra artikularne karakteristike bolesti zglobova. |
| --------------------------------------------------- |
| Potkožni čvorići                                    |
| Vaskularne lezije kože                              |
| Limfadenopatija                                     |
| Otok                                                |
| Zapaljenje oka                                      |
| Uretritis                                           |
| Tenosinovitis                                       |
| Burzitis                                            |
| Proliv                                              |
| Orogenitalne ulceracije                             |

Mnogi od osnovnih simptoma zapaljenja zgloba i/ili osteoartritisa su isti, uključujući:
- bolne i/ili ukočene zglobove,
- ograničen opseg kretanja,
- osetljivost u bolnom području,
- povećan intenzitet bola u zglobovima i simptoma u jutarnjim časovima.

### Invalidnost
Zapaljenje zglobova je najčešći uzrok invaliditeta u mnogim državama sveta. Više od 20 miliona osoba sa artritisom ima ozbiljna ograničenja u funkciji na dnevnoj bazi. 
Odsustvovanje sa posla i česte posete lekaru su uobičajene kod osoba koje imaju zapaljenje zglobova, jer im zapaljenje zglobova Artritis može otežati da budu fizički aktivni, a neki su vezani za kuću, pa i postelju. Procenjuje se da je ukupna cena slučajeva sa zapaljenjem zglobova blizu 100 milijardi dolara, od čega je skoro 50% izgubljena zarada. Svake godine, zapaljenje zglobova rezultuje sa skoro milion hospitalizacija i blizu 45 miliona ambulantnih poseta zdravstvenim centrima.
Smanjena pokretljivost, u kombinaciji sa gore navedenim simptomima, može otežati pojedincu da ostanu fizički aktivan, što doprinosi povećanom riziku od gojaznosti, visokog holesterola ili podložnosti srčanim oboljenjima.
Ljudi sa zapaljenjem zglobova su takođe pod povećanim rizikom od depresije, što može biti odgovor na brojne faktore, uključujući strah od pogoršanja simptoma.

## Dijagnoza
Na nivou primarne zdravstvene zaštite
Dijagnoza artritisa često počinje kod lekara primarne zdravstvene zaštite, koji obavlja fizički pregled i može uraditi analize krvi i mokraće i slikovne testove kako bi pomogao u utvrđivanju vrste artritisa. 
Na nivou specijalističke zdravstvene zaštite
Specijalista za artritis ili reumatolog treba obavezno da bude uključen ukoliko je dijagnoza nesigurna ili ako artritis može biti upalni.
Kada artritis utiče na druge telesne sisteme ili delove tela, u tim zdravstvene zaštite bolesnika sa artritisom mogu biti uključeni i drugi specijalisti, poput oftalmologa, dermatologa ili stomatologa.

## Terapija
Reumatolozi su ti koji se trenutno bave lečenjem zapaljenjskih, degenerativnih i metaboličkih artritisa (gihta) i drugih komplikovanih slučajeve, dok se ortopedski hirurzi bave operativnim lečenjem zglobova, uključujući i zamenu zglobova.
Primarni cilj u terapiji zapaljenja zglobova predstavlja:
- smanjenje bola u zglobovima i kostima,[15]
- poboljšanje funkcije zglobova,
- sprečavanje i/ili smanjenje oštećenja zglobova.[7]

Lečenje osteoartritisa
Kada su zajednički simptomi osteoartritisa blagi ili umereni, oni se mogu lečiti:
- balansiranjem aktivnosti sa odmorom,
- korišćenje toplih i hladnih terapija,
- redovna fizička aktivnost,
- održavanjem optimalne težine,
- jačanjem mišića oko zgloba radi dodatne podrške zglobnim strukturama,
- pomoću pomoćnih uređaja,
- primenom lekova protiv bolova ili protivupalnih lekova (NSAIL)
- izbegavanjem prekomernih ponavljajućih pokreta

Ako su simptomi u zglobovima jaki, prouzrokuju ograničenu pokretljivost i utiču na kvalitet života, neke od gore navedenih strategija lečenja mogu biti korisne, ali možda će biti potrebna i zamena zglobova.
Lečenje autoimunih i zapaljenjskih artritisa
Za autoimune i upalne vrste artritisa, rana dijagnoza i agresivno lečenje su od presudnog značaja. Usporavanje aktivnosti bolesti može pomoći umanjiti ili čak sprečiti trajno oštećenje zglobova. Remisija je cilj terapije i može se postići korišćenjem jednog ili više lekova poznatih kao antireumatski lekovi koji modifikuju bolest.

## Prevencija
Osteoartritis se može sprečiti aktivnostima, održavanjem zdrave telesne težine i izbegavanjem povreda i ponavljajućih pokreta.

## Spoljašnje veze
- What Is Arthritis? — www.arthritis.org (језик: енглески)

|  | Molimo Vas, obratite pažnju na važno upozorenje u vezi sa temama iz oblasti medicine (zdravlja). |